# كازو سوميدا
كازو سوميدا (باليابانية: 須股 一男) (1 مايو 1973 في أويتا في اليابان – )؛ هو لاعب كرة قدم سابق كان يلعب كمهاجم.